# Vladimir Medar
Vladimir Medar (Zagreb, 1923 - Bela Crkva, 17 mei 1978) was een Joegoslavisch acteur, die bijrollen speelde in meer dan 50 internationale filmproducties.

## Levensloop
Vladimir Medar speelde na enige producties in zijn eigen land de hoofdrol als Taras Bulba in Fernando Baldi’s Italiaanse avonturenfilm Die Kosaken kommen (1963) en belangrijke bijrollen in ongeveer 50 films. Hij speelde ook onder de namen Alex Medar, Vlado Medar en Medar Vladimir.
Het bekendst is hij geworden door zijn rollen in de Winnetou-verfilmingen, waar hij meermaals bijrollen in had. Hij speelde bijvoorbeeld de saloonwaard in Der schatz im Silbersee (1962), Oom Ben in Old Surehand 1. Teil (1965) en Caleb in Winnetou und sein Freund Old Firehand (1966).

## Filmografie (selectie)
- Biblioteca Nacional de España: XX4898676
- Gemeinsame Normdatei: 1061713261
- Virtual International Authority File: 311649284
- WorldCat: E39PBJbGQVHCFvPQtxdFGQmw4q